# 美國國會懷俄明州代表團
本列表列出歷任代表懷俄明州的美國參議院與美國眾議院議員。
| 眾議員利茲·切尼 （R） |

## 美國參議院
| 第1類參議員            | 國會                    | 第2類參議員            |
| ---------------------- | ----------------------- | ---------------------- |
| 弗朗西斯·E·沃倫（R）   | 第51屆（1889－1891）    | 約瑟夫·M·凱里（R）     |
| 弗朗西斯·E·沃倫（R）   | 第52屆（1891－1893）    | 約瑟夫·M·凱里（R）     |
| 懸缺 1                 | 第53屆（1893－1895）    | 約瑟夫·M·凱里（R）     |
| 克拉倫斯·D·克拉克（R） | 第53屆（1893－1895）    | 約瑟夫·M·凱里（R）     |
| 第54屆（1895－1897）   | 弗朗西斯·E·沃倫2（R）   |                        |
| 第55屆（1897－1899）   | 弗朗西斯·E·沃倫2（R）   |                        |
| 第56屆（1899－1901）   | 弗朗西斯·E·沃倫2（R）   |                        |
| 第57屆（1901－1903）   | 弗朗西斯·E·沃倫2（R）   |                        |
| 第58屆（1903－1905）   | 弗朗西斯·E·沃倫2（R）   |                        |
| 第59屆（1905－1907）   | 弗朗西斯·E·沃倫2（R）   |                        |
| 第60屆（1907－1909）   | 弗朗西斯·E·沃倫2（R）   |                        |
| 第61屆（1909－1911）   | 弗朗西斯·E·沃倫2（R）   |                        |
| 第62屆（1911－1913）   | 弗朗西斯·E·沃倫2（R）   |                        |
| 第63屆（1913－1915）   | 弗朗西斯·E·沃倫2（R）   |                        |
| 第64屆（1915－1917）   | 弗朗西斯·E·沃倫2（R）   |                        |
| 約翰·B·肯德里克2（D）  | 弗朗西斯·E·沃倫2（R）   | 第65屆（1917－1919）   |
| 約翰·B·肯德里克2（D）  | 弗朗西斯·E·沃倫2（R）   | 第66屆（1919－1921）   |
| 約翰·B·肯德里克2（D）  | 弗朗西斯·E·沃倫2（R）   | 第67屆（1921－1923）   |
| 約翰·B·肯德里克2（D）  | 弗朗西斯·E·沃倫2（R）   | 第68屆（1923－1925）   |
| 約翰·B·肯德里克2（D）  | 弗朗西斯·E·沃倫2（R）   | 第69屆（1925－1927）   |
| 約翰·B·肯德里克2（D）  | 弗朗西斯·E·沃倫2（R）   | 第70屆（1927－1929）   |
| 約翰·B·肯德里克2（D）  | 弗朗西斯·E·沃倫2（R）   | 第71屆（1929－1931）   |
| 約翰·B·肯德里克2（D）  | 帕特里克·J·沙利文3（R） |                        |
| 約翰·B·肯德里克2（D）  | 羅伯特·D·凱里（R）      |                        |
| 約翰·B·肯德里克2（D）  | 第72屆（1931－1933）    |                        |
| 約翰·B·肯德里克2（D）  | 第73屆（1933－1935）    |                        |
| 約瑟夫·C·奧馬孔利（D） |                         |                        |
| 第74屆（1935－1937）   |                         |                        |
| 第75屆（1937－1939）   | 亨利·H·施瓦茨（D）      |                        |
| 第76屆（1939－1941）   | 亨利·H·施瓦茨（D）      |                        |
| 第77屆（1941－1943）   | 亨利·H·施瓦茨（D）      |                        |
| 第78屆（1943－1945）   | 愛德華·V·羅伯遜（R）    |                        |
| 第79屆（1945－1947）   | 愛德華·V·羅伯遜（R）    |                        |
| 第80屆（1947－1949）   | 愛德華·V·羅伯遜（R）    |                        |
| 第81屆（1949－1951）   | 萊斯特·C·亨特2（D）     |                        |
| 第82屆（1951－1953）   | 萊斯特·C·亨特2（D）     |                        |
| 弗蘭克·A·巴雷特（R）   | 萊斯特·C·亨特2（D）     | 第83屆（1953－1955）   |
| 弗蘭克·A·巴雷特（R）   | 愛德華·D·克里帕4（R）   | 第83屆（1953－1955）   |
| 弗蘭克·A·巴雷特（R）   | 約瑟夫·C·奧馬孔利（D）  | 第83屆（1953－1955）   |
| 弗蘭克·A·巴雷特（R）   | 第84屆（1955－1957）    |                        |
| 弗蘭克·A·巴雷特（R）   | 第85屆（1957－1959）    |                        |
| 蓋爾·W·麥吉（D）       | 第86屆（1959－1961）    |                        |
| 蓋爾·W·麥吉（D）       | 第87屆（1961－1963）    | 約翰·J·希基4,5（D）    |
| 蓋爾·W·麥吉（D）       | 第87屆（1961－1963）    | 米爾沃德·L·辛普森（R） |
| 蓋爾·W·麥吉（D）       | 第88屆（1963－1965）    |                        |
| 蓋爾·W·麥吉（D）       | 第89屆（1965－1967）    |                        |
| 蓋爾·W·麥吉（D）       | 第90屆（1967－1969）    | 克利福德·P·漢森3（R）  |
| 蓋爾·W·麥吉（D）       | 第91屆（1969－1971）    | 克利福德·P·漢森3（R）  |
| 蓋爾·W·麥吉（D）       | 第92屆（1971－1973）    | 克利福德·P·漢森3（R）  |
| 蓋爾·W·麥吉（D）       | 第93屆（1973－1975）    | 克利福德·P·漢森3（R）  |
| 蓋爾·W·麥吉（D）       | 第94屆（1975－1977）    | 克利福德·P·漢森3（R）  |
| 馬爾科姆·瓦洛普（R）   | 第95屆（1977－1979）    | 克利福德·P·漢森3（R）  |
| 馬爾科姆·瓦洛普（R）   | 第95屆（1977－1979）    | 艾倫·K·辛普森（R）     |
| 馬爾科姆·瓦洛普（R）   | 第96屆（1979－1981）    |                        |
| 馬爾科姆·瓦洛普（R）   | 第97屆（1981－1983）    |                        |
| 馬爾科姆·瓦洛普（R）   | 第98屆（1983－1985）    |                        |
| 馬爾科姆·瓦洛普（R）   | 第99屆（1985－1987）    |                        |
| 馬爾科姆·瓦洛普（R）   | 第100屆（1987－1989）   |                        |
| 馬爾科姆·瓦洛普（R）   | 第101屆（1989－1991）   |                        |
| 馬爾科姆·瓦洛普（R）   | 第102屆（1991－1993）   |                        |
| 馬爾科姆·瓦洛普（R）   | 第103屆（1993－1995）   |                        |
| 克雷格·L·托馬斯2（R）  | 第104屆（1995－1997）   |                        |
| 克雷格·L·托馬斯2（R）  | 第105屆（1997－1999）   | 麥克·恩齊（R）         |
| 克雷格·L·托馬斯2（R）  | 第106屆（1999－2001）   | 麥克·恩齊（R）         |
| 克雷格·L·托馬斯2（R）  | 第107屆（2001－2003）   | 麥克·恩齊（R）         |
| 克雷格·L·托馬斯2（R）  | 第108屆（2003－2005）   | 麥克·恩齊（R）         |
| 克雷格·L·托馬斯2（R）  | 第109屆（2005－2007）   | 麥克·恩齊（R）         |
| 約翰·巴拉索（R）       |                         | 麥克·恩齊（R）         |
| 第110屆（2007－2009）  |                         | 麥克·恩齊（R）         |
| 第111屆（2009－2011）  |                         | 麥克·恩齊（R）         |
| 第112屆（2011－2013）  |                         | 麥克·恩齊（R）         |
| 第113屆（2013－2015）  |                         | 麥克·恩齊（R）         |
| 第114屆（2015－2017）  |                         | 麥克·恩齊（R）         |
| 第115屆（2017－2019）  |                         | 麥克·恩齊（R）         |
| 第116屆（2019－2021）  |                         | 麥克·恩齊（R）         |
| 第117屆（2021－2023）  | 辛西婭·拉米斯（R）      |                        |

## 美國眾議院

### 懷俄明領地議會代表
| 國會                 | 第一選區                    |
| -------------------- | --------------------------- |
| 第41屆（1869－1871） | 斯蒂芬·弗里爾·納科爾斯（D） |
| 第42屆（1871－1873） | 威廉·西奧菲勒斯·瓊斯（R）   |
| 第43屆（1873－1875） | 威廉·倫道夫·斯蒂爾（D）     |
| 第44屆（1875－1877） | 威廉·倫道夫·斯蒂爾（D）     |
| 第45屆（1877－1879） | 威廉·惠靈頓·科利特（R）     |
| 第46屆（1879－1881） | 斯蒂芬·惠勒·唐尼（R）       |
| 第47屆（1881－1883） | 莫頓·艾夫奧·普斯（D）       |
| 第48屆（1883－1885） | 莫頓·艾夫奧·普斯（D）       |
| 第49屆（1885－1887） | 約瑟夫·M·凱里（R）          |
| 第50屆（1887－1889） | 約瑟夫·M·凱里（R）          |
| 第51屆（1889－1891） | 約瑟夫·M·凱里（R）          |

### 懷俄明州聯邦眾議員
| 國會                  | 第一選區                  |
| --------------------- | ------------------------- |
| 第51屆（1889－1891）  | 克拉倫斯·D·克拉克（R）    |
| 第52屆（1891－1893）  | 克拉倫斯·D·克拉克（R）    |
| 第53屆（1893－1895）  | 亨利·A·科芬（D）          |
| 第54屆（1895－1897）  | 弗蘭克·W·蒙迪爾（R）      |
| 第55屆（1897－1899）  | 約翰·E·奧斯本（D）        |
| 第56屆（1899－1901）  | 弗蘭克·W·蒙迪爾（R）      |
| 第57屆（1901－1903）  | 弗蘭克·W·蒙迪爾（R）      |
| 第58屆（1903－1905）  | 弗蘭克·W·蒙迪爾（R）      |
| 第59屆（1905－1907）  | 弗蘭克·W·蒙迪爾（R）      |
| 第60屆（1907－1909）  | 弗蘭克·W·蒙迪爾（R）      |
| 第61屆（1909－1911）  | 弗蘭克·W·蒙迪爾（R）      |
| 第62屆（1911－1913）  | 弗蘭克·W·蒙迪爾（R）      |
| 第63屆（1913－1915）  | 弗蘭克·W·蒙迪爾（R）      |
| 第64屆（1915－1917）  | 弗蘭克·W·蒙迪爾（R）      |
| 第65屆（1917－1919）  | 弗蘭克·W·蒙迪爾（R）      |
| 第66屆（1919－1921）  | 弗蘭克·W·蒙迪爾（R）      |
| 第67屆（1921－1923）  | 弗蘭克·W·蒙迪爾（R）      |
| 第68屆（1923－1925）  | 查爾斯·E·溫特（R）        |
| 第69屆（1925－1927）  | 查爾斯·E·溫特（R）        |
| 第70屆（1927－1929）  | 查爾斯·E·溫特（R）        |
| 第71屆（1929－1931）  | 文森特·M·卡特（R）        |
| 第72屆（1931－1933）  | 文森特·M·卡特（R）        |
| 第73屆（1933－1935）  | 文森特·M·卡特（R）        |
| 第74屆（1935－1937）  | 保羅·瓦安那斯·古利法（D） |
| 第75屆（1937－1939）  | 保羅·瓦安那斯·古利法（D） |
| 第76屆（1939－1941）  | 弗蘭克·O·霍頓（R）        |
| 第77屆（1941－1943）  | 約翰·J·麥金太爾（D）      |
| 第78屆（1943－1945）  | 弗蘭克·A·巴雷特3（R）     |
| 第79屆（1945－1947）  | 弗蘭克·A·巴雷特3（R）     |
| 第80屆（1947－1949）  | 弗蘭克·A·巴雷特3（R）     |
| 第81屆（1949－1951）  | 弗蘭克·A·巴雷特3（R）     |
| 第82屆（1951－1953）  | 威廉·亨利·哈里森（R）     |
| 第83屆（1953－1955）  | 威廉·亨利·哈里森（R）     |
| 第84屆（1955－1957）  | 埃德溫·基思·湯姆森2（R）  |
| 第85屆（1957－1959）  | 埃德溫·基思·湯姆森2（R）  |
| 第86屆（1959－1961）  | 埃德溫·基思·湯姆森2（R）  |
| 第87屆（1961－1963）  | 威廉·亨利·哈里森（R）     |
| 第88屆（1963－1965）  | 威廉·亨利·哈里森（R）     |
| 第89屆（1965－1967）  | 特諾·龍卡利奧（D）        |
| 第90屆（1967－1969）  | 威廉·亨利·哈里森（R）     |
| 第91屆（1969－1971）  | 約翰·S·沃爾德（R）        |
| 第92屆（1971－1973）  | 特諾·龍卡利奧3（D）       |
| 第93屆（1973－1975）  | 特諾·龍卡利奧3（D）       |
| 第94屆（1975－1977）  | 特諾·龍卡利奧3（D）       |
| 第95屆（1977－1979）  | 特諾·龍卡利奧3（D）       |
| 第96屆（1979－1981）  | 迪克·切尼3（R）           |
| 第97屆（1981－1983）  | 迪克·切尼3（R）           |
| 第98屆（1983－1985）  | 迪克·切尼3（R）           |
| 第99屆（1985－1987）  | 迪克·切尼3（R）           |
| 第100屆（1987－1989） | 迪克·切尼3（R）           |
| 第101屆（1989－1991） | 迪克·切尼3（R）           |
| 克雷格·托馬斯（R）    |                           |
| 第102屆（1991－1993） |                           |
| 第103屆（1993－1995） |                           |
| 第104屆（1995－1997） | 芭芭拉·庫班（R）          |
| 第105屆（1997－1999） | 芭芭拉·庫班（R）          |
| 第106屆（1999－2001） | 芭芭拉·庫班（R）          |
| 第107屆（2001－2003） | 芭芭拉·庫班（R）          |
| 第108屆（2003－2005） | 芭芭拉·庫班（R）          |
| 第109屆（2005－2007） | 芭芭拉·庫班（R）          |
| 第110屆（2007－2009） | 芭芭拉·庫班（R）          |
| 第111屆（2009－2011） | 辛西婭·拉米斯（R）        |
| 第112屆（2011－2013） | 辛西婭·拉米斯（R）        |
| 第113屆（2013－2015） | 辛西婭·拉米斯（R）        |
| 第114屆（2015－2017） | 辛西婭·拉米斯（R）        |
| 第115屆（2017－2019） | 利茲·切尼（R）            |
| 第116屆（2019－2021） | 利茲·切尼（R）            |
| 第117屆（2021－2023） | 利茲·切尼（R）            |

## 備註
1. 議席懸缺因為國會開始前未能選出參議員。
2. 任內逝世。
3. 辭職。
4. 被任命，後來由選舉產生的繼任者取代。
5. 因當選參議員埃德溫·基思·湯姆森於就任前逝世，故被任命以填補空缺。

## 圖例
| 民主黨 | 共和黨 |